# Edizioni dell'Albero
Edizioni dell'Albero è stata una casa editrice italiana con sede a Torino.

## Storia
Fondata nel 1962 da Alfredo Cattabiani, coadiuvato da Piero Femore, apprezzato libraio dalle ampie vedute intellettuali, Piero Capello, Giovanni Cantoni e altri amici che gravitavano intorno ad Augusto Del Noce, annoverava tra gli autori pubblicati Antoine Blondin, Bonaventura Tecchi, Gianni Baget Bozzo, Luciano Cirri, Pierre Drieu La Rochelle, Fausto Gianfranceschi, Massimo Grillandi, Roger Nimier, Thomas Molnar, Attilio Mordini, Primo Siena, Franco Simongini.
Casa editrice tradizionalista demestriana, propose una cultura alternativa, cattolica e conservatrice, che dovesse opporsi a quello che il fondatore Cattabiani riteneva essere il monopolio della cultura progressista.
La collana di maggior rilievo fu Saggi e ricerche, affidata a noti studiosi dell'epoca: Mario Baratto per la Storia del Teatro, Vittorio Bodini per la Letteratura spagnola e iberoamericana, Giovanni Battista Bronzini per la Letteratura popolare, Paolo Casini per la Storia delle idee, Paolo Chiarini per la Letteratura tedesca, Arcangelo Leone de Castris per la Letteratura italiana e Gianni Nicoletti per la Letteratura francese.

## Collane
- Saggi e ricerche.
- Best seller per i giovani.
- Romanzi veri di guerra.
- Letteratura d'amore.
- Tempo nostro.
- Radar.